# Talp daurat de Sclater
El talp daurat de Sclater (Chlorotalpa sclateri) és una espècie de talp daurat originària de Lesotho i Sud-àfrica. Els seus hàbitats naturals són els matollars secs tropicals o subtropicals, els matollars de gran altitud tropicals o subtropicals, els matollars de tipus mediterrani, els herbassars temperats, les terres arables, les pastures, els jardins rurals i les zones urbanes.